# Johnny White
Johnny White (Asheville, 3 febbraio 1988) è un ex giocatore di football americano statunitense che ha militato nel ruolo di running back nella National Football League (NFL) e nella Canadian Football League (CFL). Fu scelto nel corso del quinto giro (133º assoluto) del Draft NFL 2011 dai Buffalo Bills. Al college ha giocato a football all'Università della Carolina del Nord a Chapel Hill.

## Carriera professionistica

### Buffalo Bills
White fu scelto dai Buffalo Bills nel corso del quinto giro del Draft 2011. Nella sua stagione da rookie disputò 12 partite correndo 38 yard su 12 tentativi. Dopo aver disputato tre gare della stagione successiva fu svincolato.

### Green Bay Packers
Il 15 ottobre 2012, White passò ai Green Bay Packers. Con essi disputò 4 scampoli di partita senza far registrare alcuna statistica. Il 27 dicembre 2012 fu svincolato.

## Statistiche
| Partite totali      | 19 |
| Partite da titolare | 0  |
| Yard corse          | 72 |
| Touchdown           | 0  |

Statistiche aggiornate alla stagione 2012